# Lazare Ki-Zerbo
Pour les articles homonymes, voir Zerbo (homonymie).
 (avril 2018).
Lazare Ki-Zerbo, né le 6 janvier 1965 à Ouagadougou au Burkina Faso, est un panafricaniste et philosophe burkinabo-malien.

## Biographie

### Enfance
C'est à Ouagadougou le 6 janvier 1965, que Lazare Ki-Zerbo naît d’un père burkinabè et d’une mère malienne et qu’il y grandit. Son père, Joseph Ki-Zerbo, est un historien et un homme politique. Sa mère qui était malienne, Jacqueline Coulibaly, est une enseignante en anglais.  Son grand-père, Alfred Ki-Zerbo, est réputé être le "Premier Chrétien de Haute-Volta".
La famille Ki-Zerbo vit au Sénégal de 1976-1977 à 1983 à la suite d'un différend politique entre Joseph Ki-Zerbo et Thomas Sankara[réf. souhaitée].

### Formation académique
Après une formation scolaire en Afrique, Lazare Ki-Zerbo poursuit sa formation en France. En 1986, il intègre l'Université de Paris Sorbonne où il suit des études de philosophie. Il poursuit ensuite à l'Université de Poitiers en tant que boursier du CNRS. Il présente sa thèse intitulée Contribution à une problématique de l'ontologie sociale phénoménologique à partir de Husserl le 7 avril 1994, le jour où a lieu le début du génocide des Tutsis au Rwanda, événement qui est un des déclics dans son engagement politique.
En 1990, Lazare Ki-Zerbo passe son CAPES de philosophie puis enseigne à Ouagadougou, au Burkina Faso jusqu'en 1994.

## Engagement politique
En avril 1988, à la Cité internationale de Paris, il défend, avec l'ensemble des autres étudiants africains les valeurs véhiculées par le mouvement et publie la même année pour le CIFAN, (Comité d'initiative pour le fédéralisme en Afrique Noire). En décembre 1988, il publie en tant que coauteur Le manifeste pour la liberté dans le journal Hakili.
En 2017, il est conseiller du Président de la Conférence mondiale des humanités et coordinateur pour l'Afrique de l'ouest du programme Humanities in Africa: Asia and Africa.

## Publications
- Contribution à une problématique de l'ontologie sociale phénoménologique à partir de Husserl, 1994
- Les Mécanismes nationaux de prévention de la torture en Afrique francophone: Enjeux, défis et perspectives; Organisation internationale de la Francophonie, Paris, décembre 2014
- Études africaines de géographie par le bas (CODESRIA, Dakar, 2006)
- L'idéal panafricain, Directeur de publication (CODESRIA, Dakar 2016)
- La diaspora africaine par l'histoire et la culture, traduction de l'anglais de l'ouvrage de Patrick Manning, The African Diaspora: A History Through Culture (New York: Columbia University Press, 2009)
- Le Balafon, traité musical d'un balafola, publié en tant qu'éditeur, Édition Latérit, Paris 2016
- Histoire et cultures de la diaspora africaine, traduction de l'ouvrage de Patrick Manning, 2018